# 愛子 (テレビドラマ)
『愛子』（あいこ）は、1973年10月1日から1974年3月30日までTBS系列でポーラテレビ小説枠で放送されていた連続テレビドラマ。
小説家・佐藤愛子の著書（自伝）『愛子』を原作としたドラマ。元女優・杉田景子のテレビ初主演作品。

## 物語
流行作家・佐藤紅緑の娘として生まれた愛子が、恵まれた女学校時代を芦屋で過ごすところから始まり、父が選んだ軍人との結婚、戦争、農業生活、夫のモルヒネ地獄、離婚などが、物語の前半に描かれている。
ここまででも、相当に波瀾に飛んだ人生だ。その後が作家修行の話である。
結婚を解消した彼女は聖路加病院に勤めながら小説を書きはじめ、やがて同人誌「文芸首都」に参加する。小説『愛子』はそこで終わっているが、ドラマの方は、愛子が『戦いすんで日が暮れて』を書いて直木賞を受けるところまでを描いている。

## エピソード
当該番組のプロデューサー（番組の総責任者。俳優の確保、脚本、演出などのすべてにわたり手腕を振るう）を務めた堀川とんこうは、取材のために、原作者である作家・佐藤愛子から直接話を聞くことも多かった。
「兄のハチロー（詩人のサトウハチロー）は、あんなパン屋のオッサンみたいなアホ面じゃありません！」
放送中は、佐藤愛子からしょっちゅうそういうお叱りの電話がかかった、と堀川は述懐する。
「あのシーンであの俳句を使ったのでは、季語が違います。紅緑（佐藤愛子の父親・佐藤紅緑。大衆小説家で俳人）はちゃんとした俳人でした。許しがたい間違いです！」
父・紅緑や兄・ハチローの描き方では、冷や汗をかくことが多かった。
堀川とんこうはTBS時代、『安ベエの海』（1969年）、『愛子』（1973年）という佐藤愛子原作のテレビドラマと関わった。前者はプロデューサー助手として、後者ではプロデューサーだった。『安ベエの海』は、佐藤愛子の初期の短編小説で芥川賞候補ともなった『加納大尉夫人』が原作だ。当該『愛子』は、やはり佐藤愛子の自伝的小説である。堀川は、佐藤愛子の自宅を時々訪れては、取材などを行うようになっていた。
堀川とんこう著『ずっとドラマを作ってきた』（1998年、新潮社）の58ページ以降に、上記事実が綴られている。

## キャスト
- 佐伯愛子：杉田景子
- 母・佐伯華：渡辺美佐子
- 姉・佐伯さつき：ひし美ゆり子
- 父・佐伯緑堂：垂水悟郎
- 夫・野々村圭太：大門正明
- 森貝珠夫：岡田祐介
- 大曽根研：誠直也
- 春吉：蟹江敬三
- 山科：秋吉久美子
- カンパチ：池田和歌子
- マンダ：菅本烈子
- ハナ：菅井きん
- 三郎：朝比奈尚之
- ばあや：新村礼子
- 二郎：黒木進
- 一郎：柏木隆太

- 扇谷敏（遠藤周作の子供時代）

- 初井言栄
- 沢井孝子
- 丹古母鬼馬二
- 佐藤愛子（特別出演）

## スタッフ
- 原作：佐藤愛子
- 脚本：高橋辰雄
- 演出：福田新一、前川英樹、高畠豊
- プロデューサー：堀川とんこう
- 音楽：深町純
- 主題歌：五輪真弓「愛子」
  - 作詞：五輪真弓、作曲：深町純
- 制作：TBS

| TBS制作 ポーラテレビ小説         | TBS制作 ポーラテレビ小説       | TBS制作 ポーラテレビ小説           |
| 前番組                           | 番組名                         | 次番組                             |
| -------------------------------- | ------------------------------ | ---------------------------------- |
| 薩摩おごじょ （1973.4.2 - 9.29） | 愛子 （1973.10.1 - 1974.3.30） | やっちゃば育ち （1974.4.1 - 9.28） |